# Inishtrahull SAC
Inishtrahull SAC este o arie protejată (arie specială de conservare — SAC, sit de importanță comunitară — SCI) din Irlanda întinsă pe o suprafață de 483,11 ha, integral pe uscat.

## Localizare
Centrul sitului Inishtrahull SAC este situat la coordonatele 55°26′19″N 7°14′24″W / 55.438632°N 7.239868°V.

## Înființare
Situl Inishtrahull SAC a fost declarat sit de importanță comunitară în ianuarie 2002 pentru a proteja 5 specii de animale. Situl a fost protejat și ca arie specială de conservare în octombrie 2017.

## Biodiversitate
Situată în ecoregiunea atlantică, aria protejată conține 1 habitat natural: Faleze cu vegetație de pe coastele atlantice și baltice.
La baza desemnării sitului se află mai multe specii protejate de  păsări (5): Branta leucopsis, Fulmarus glacialis, pescăruș sur (Larus canus), pescăruș negricios (Larus fuscus), Rissa tridactyla.
Pe lângă speciile protejate, pe teritoriul sitului au mai fost identificate 1 specie de plante, 5 specii de păsări.